# Tau1 Arietis
Tau1 Arietis (τ1 Arietis förkortat Tau1 Ari, τ1 Ari,) är Bayerbeteckning för en trippelstjärna i östra delen av stjärnbilden Väduren. Den har en genomsnittlig kombinerad skenbar magnitud på 5,27 och är synlig för blotta ögat där ljusföroreningar ej förekommer. Baserat på parallaxmätningar inom Hipparcos-uppdraget på 6,4 mas befinner den sig på ett beräknat avstånd av ca 510 ljusår (160 parsek) från solen. Konstellationen ingår i Cassiopeiae Tau OB-föreningen av stjärnor, som delar en gemensam rörelse genom rymden.

## Egenskaper
Primärstjärnan Tau1 Arietis A är en blå till vit underjättestjärna av spektralklass B5 IV. Den har en massa som är ca 5 gånger större än solens massa, en radie som är ca 3,5 gånger solens radie och avger ca 230 gånger mer energi än solen från dess fotosfär vid en effektiv temperatur på ca 10 600 K.
Det inre paret i Tau1 Arietis bildar en förmörkelsevariabel av Beta Lyrae-typ. Stjärnan varierar mellan fotografisk magnitud +5,263 och 5,32 med en period av 2,20356 dygn. Den yttre följeslagaren Tau1 Arietis C är belägen med en vinkelseparation på 0,810 bågsekunder och har en magnitud på 8,17.